# Harry Potter
Harry Potter é uma série de sete romances de fantasia escrita pela autora britânica J. K. Rowling. A série narra as aventuras de um jovem chamado Harry James Potter (Harry Tiago Potter, no Brasil), que descobre aos 11 anos de idade que é um bruxo ao ser convidado para estudar na Escola de Magia e Bruxaria de Hogwarts. O arco de história principal diz respeito às amizades de Harry com outros bruxos de sua idade, como Ron Weasley e Hermione Granger, e também com o diretor de Hogwarts Albus Dumbledore, considerado o maior dos magos, e seus conflitos com o bruxo das trevas Lord Voldemort, que pretende se tornar imortal, conquistar o mundo dos bruxos, subjugar as pessoas não-mágicas e destruir todos aqueles que estão em seu caminho, especialmente Harry Potter, a quem ele considera seu maior rival.
Desde o lançamento do primeiro romance, Harry Potter e a Pedra Filosofal, em 26 de junho de 1997, os livros ganharam uma imensa popularidade, aclamação da crítica e foram um sucesso comercial em todo o mundo. A série também recebeu algumas críticas, incluindo a preocupação com o tom cada vez mais sombrio conforme a história progredia. Até maio de 2015, já haviam sido vendidas 450 milhões de cópias em todo o mundo, tornando a série a best-seller da história, sendo traduzida para 73 idiomas. Os últimos quatro livros consecutivamente foram considerados os mais vendidos da história, sendo que o último livro vendeu cerca de 11 milhões de cópias nos Estados Unidos nas primeiras 24 horas após o seu lançamento.
A série abrange vários gêneros, como fantasia, vida escolar e passagem entre a infância e a juventude (com elementos de mistério, suspense, aventura e romance), sendo que a história tem muitos significados e referências culturais. De acordo com Rowling, o tema principal é a morte. Há também muitas outras temáticas na série, como preconceito e corrupção.
Os livros foram originalmente impressos em inglês por duas grandes editoras, a Bloomsbury do Reino Unido e a Scholastic Press nos Estados Unidos. A série já foi publicada por muitas editoras em todo o mundo. A adaptação para uma série composta por oito filmes feita pela Warner Bros. Pictures se tornou a série cinematográfica mais assistida da história. Tamanho sucesso fez com que a marca Harry Potter chegasse ao valor de 15 bilhões de dólares. Além disso, o parque temático The Wizarding World of Harry Potter foi introduzido em diversas unidades da Universal Parks & Resorts.

## Enredo

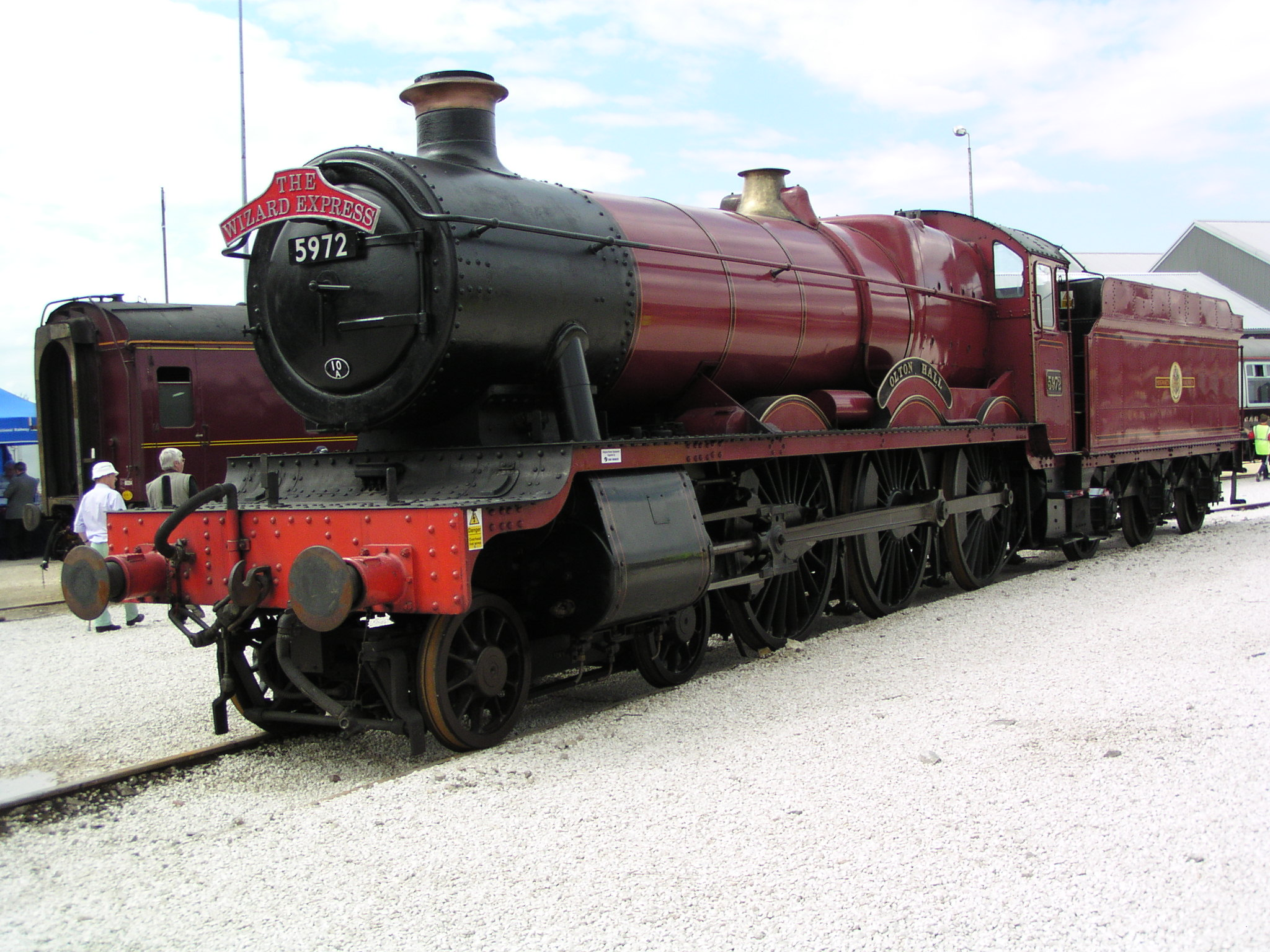
O Expresso de Hogwarts.

Os romances giram em torno de Harry James Potter, um órfão que descobre com 11 anos que é um bruxo, que vive no mundo comum de pessoas não-mágicas, conhecidas como "trouxas". O mundo bruxo é mantido em segredo, presumivelmente para evitar a perseguição de bruxas e bruxos. Tal habilidade é inata e essas crianças são convidadas a participar de uma escola de magia exclusiva, que ensina as habilidades necessárias para ter sucesso no mundo bruxo. Harry torna-se um estudante da Escola de Magia e Bruxaria de Hogwarts e é ali onde a maioria dos eventos da série acontecem. Enquanto Harry se desenvolve através da adolescência, ele aprende a superar os problemas que ele enfrenta: mágicos, sociais e emocionais, incluindo desafios adolescentes comuns, como amizades, paixões e provas, e o grande teste de preparar a si mesmo para o confronto no mundo real que temos pela frente.
Cada livro narra um ano na vida de Harry, sendo que a narrativa principal se passa entre os anos de 1991 e 1998. Os livros também contêm muitos flashbacks, que são frequentemente vividos por Harry ao ver as lembranças de outros personagens em um dispositivo chamado penseira. O ambiente criado por Rowling é completamente separado da realidade mas também intimamente ligado a ela. Enquanto a terra da fantasia de Nárnia é um universo alternativo e a Terra Média de O Senhor dos Anéis é um passado mítico, o mundo mágico de Harry Potter existe em paralelo dentro do mundo real e contém versões mágicas de elementos comuns da vida cotidiana. Muitas de suas instituições e locais são reconhecíveis, tais como Londres. O mundo bruxo é composto por uma coleção fragmentada de ruas escondidas, bares antigos, mansões e castelos solitários e isolados, que permanecem invisíveis para a população trouxa.

## Temática e conteúdo

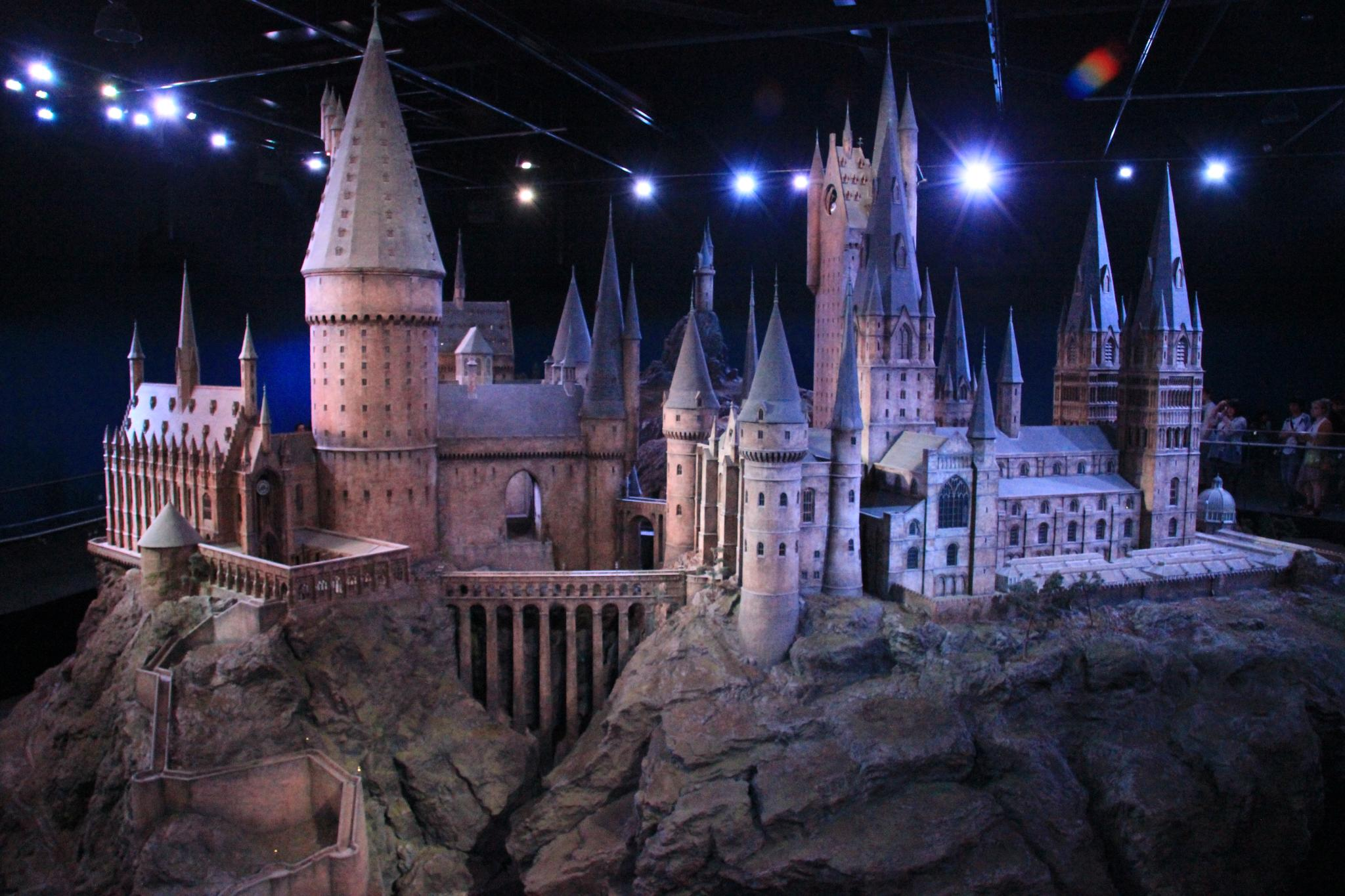
Maquete da Escola de Magia e Bruxaria de Hogwarts.

Por ser uma série na qual cada livro equivale a cerca de um ano de vida do protagonista, seu conteúdo amadurece conforme Harry cresce. Os leitores que começaram a ler a saga ainda muito jovens também vão amadurecendo enquanto lêem. A estrutura da história, inclusive, torna-se mais complexa e sofisticada a cada volume. Os livros de Rowling se passam nos anos 1990, na Inglaterra "trouxa" moderna, com carros, telefones e videogames. Os problemas no mundo mágico são sólidos e reais como os do nosso mundo — preconceito, depressão, ódio, sacrifício, pobreza, morte. "Harry vai para seu mundo mágico, e este é melhor que o mundo que ele deixou? "Só porque ele encontra pessoas melhores", explica Rowling.
Um dos temas mais recorrentes ao longo da série é o amor, retratado como uma poderosa forma de magia. Dumbledore acredita que a capacidade de amar permitiu que Harry resistisse às tentações de poder de Voldemort em seu segundo encontro, não permitiu que o vilão se apossasse do corpo de Harry em seu quinto ano, e será responsável pela derrota final de Voldemort.
Em contraste, outro tema importante é a morte. "Os meus livros abordam bastante a morte. Começam com a morte dos pais de Harry. Há a obsessão de Voldemort em derrotar a morte e conquistar a imortalidade a qualquer preço [...]. Eu percebo porque é que Voldemort quer conquistar a morte. Todos nós temos medo dela", disse Rowling. De fato, o nome de Voldemort significa "voo da morte" em Latim e Francês, e "roubar a morte" em Francês e Catalão. Os livros colocam o bem contra o mal e o amor contra a morte. A perseguição de Voldemort para evitar a morte, que inclui episódios como beber sangue de unicórnio e separar a sua alma através do uso de horcruxes, contrasta com o sacrifício de Lilian Potter, seu amor por Harry e a magia extraordinária que o seu gesto deixou nele, um sacrifício que Voldemort nunca poderá entender ou apreciar.

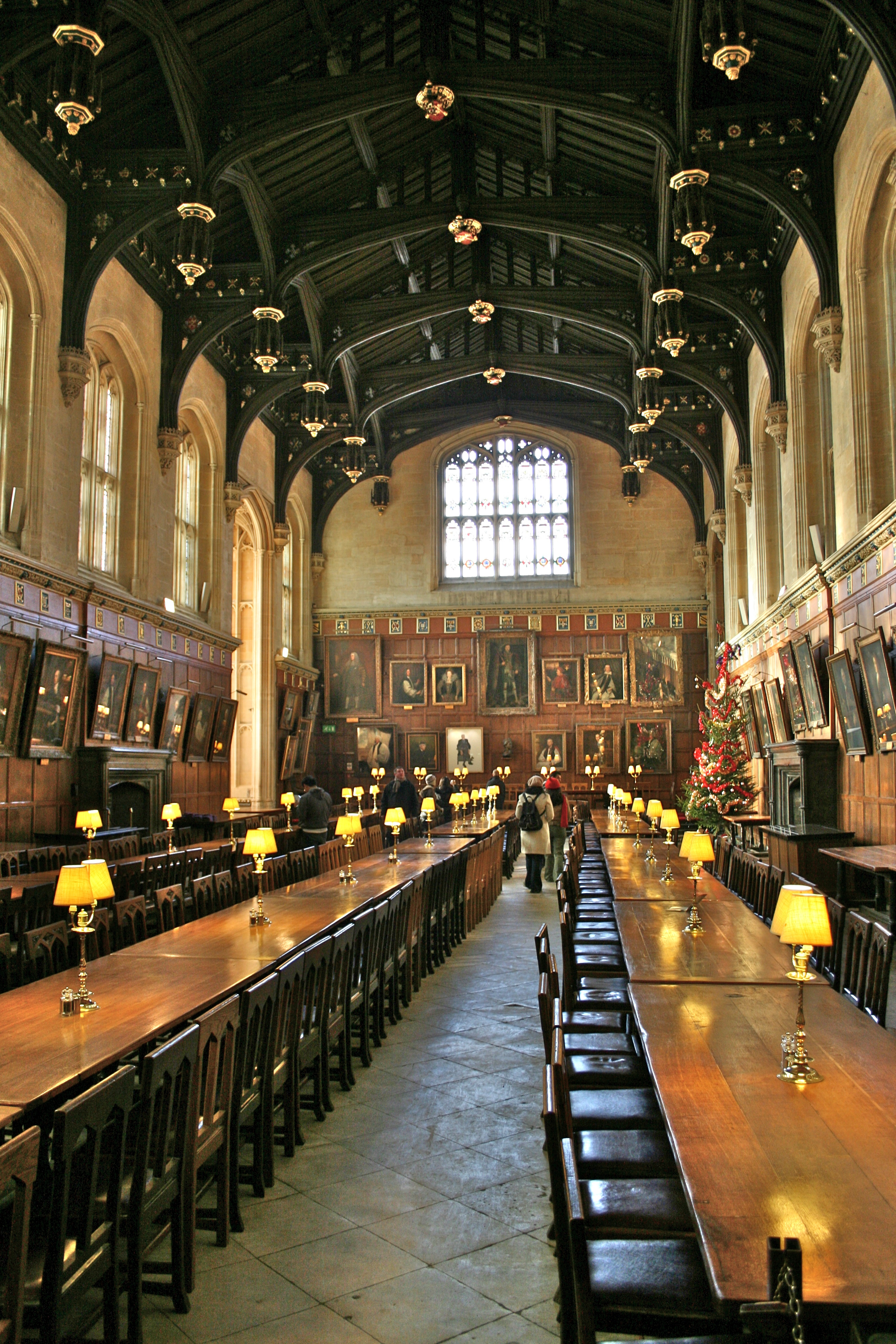
Hall da Christ Church em Oxford, Reino Unido, o local usado para representar o Grande Salão de Hogwarts.

O preconceito e a discriminação são também amplamente abordados ao longo dos livros. Harry aprende que existem feiticeiros sangue-puro (descendentes de famílias inteiramente bruxas) que abominam os sangue-ruim (bruxos que vieram de uma família inteiramente trouxa) e os consideram inferiores. O meio termo são os bruxos Mestiços, ou seja, que tem um dos pais trouxa (ou de família trouxa), e o outro pertencente à comunidade bruxa. Os mais preconceituosos dentro da comunidade mágica levam estas designações mais longe, utilizando-as como um sistema de graduação para ilustrar o valor de um feiticeiro, considerando os de Sangue-Puro como sendo superiores. Fora os preconceitos em relação aos humanos, existe um afastamento dos não-humanos e até parcialmente-humanos. Outro importante tema decorre são sobre as escolhas. Em Harry Potter e a Câmara Secreta, Dumbledore faz, talvez, sua mais importante declaração sobre o assunto: — "São as nossas escolhas, Harry, que revelam o que realmente somos, muito mais do que as nossas qualidades". Dumbledore aborda esse tema novamente em Harry Potter e o Cálice de Fogo, quando diz a Cornelius Fudge que mais importante do que como se nasce, é o que a pessoa se torna ao crescer.
Assim como para muitas personagens ao longo dos livros, o que Dumbledore considera "uma escolha entre o que está certo e o que é fácil", tem sido um marco na carreira de Harry Potter em Hogwarts e as suas escolhas estão entre as características que melhor o diferenciam de Voldemort. Tanto Harry como Voldemort foram órfãos criados em ambientes difíceis, fora o fato de partilharem características que incluem, como Dumbledore afirmou, "um raríssimo dom ofidioglota — sabedoria, determinação" e "um certo desapreço por regras". Contudo, Harry, ao contrário de Voldemort, decidiu conscientemente adotar a amizade, a bondade e o amor, enquanto que Voldemort escolheu propositalmente rejeitá-los. Porém um fato, até então desconhecido, é abordado no sexto livro da história. Uma possível explicação para o fato de Voldemort ser tão violento e desumano. Somos apresentados a história da família Gaunt: Marvolo, Morfin e Merope Gaunt (esta última que mais tarde descobrimos ser mãe de Voldemort). Mérope é a caçula da família Gaunt e também a única mulher da família. Maltratada pelo pai e irmão, ela aparentemente não possui magia. Ela é secretamente apaixonada pelo trouxa Tom Riddle (Sénior). Depois de algum tempo ela resolve dar-lhe uma poção do amor fazendo com ele se "apaixonasse" por ela. Com o tempo o efeito da poção do amor acabou e Tomás se viu com uma mulher que não amava e então a abandonou, já grávida. A explicação que temos então é que por ser fruto de uma poção do amor, e não de uma relação que envolvia amor verdadeiro, Voldemort jamais sentiria amor, compaixão ou empatia.[carece de fontes?]
Enquanto que tais ideias sobre amor, preconceito e escolha estão, como afirma J.K. Rowling, "profundamente cravadas em todo o enredo", a autora prefere deixar que os temas "cresçam organicamente", em vez de conscientemente tentar transmitir essas ideias ao leitor. A amizade e a lealdade são talvez os temas mais "orgânicos" de todos, aparecendo principalmente na relação entre Harry, Ron e Hermione, relação essa que permite que estes assuntos se desenvolvam naturalmente à medida que os três personagens crescem, que a sua relação amadurece e que as suas experiências acumuladas em Hogwarts testem a fidelidade dos três amigos. Essas provas tornam-se progressivamente mais difíceis, acompanhando o tom cada vez mais escuro e misterioso dos livros e a natureza geral da adolescência.

### Estrutura
A série Harry Potter é traçada sob uma longa tradição na literatura infantil inglesa — o ambiente dos internatos, um gênero da Era Vitoriana, no qual se destaca Tom Brown's Schooldays, de Thomas Hughes. Mais adiante, trabalhos similarmente influentes da Era Vitoriana incluem os livros de Edith Nesbit, da qual Rowling tem frequentemente dito ser fã, glorificando Nesbit pelos seus personagens muito realistas e inovadores.
Há uma clara influência de elementos menos específicos a um autor, como a mitologia e as lendas. Muitas dessas influências são mais notadas nas criaturas que habitam o universo de Rowling, como por exemplo, os dragões, fênix e hipogrifos. Além disso também nota-se a influência da astronomia, história, geografia, e idiomas (principalmente Latim), freqüentemente vistos nos cuidadosos nomes de personagens, lugares e feitiços no mundo bruxo. Do complexo '"Voldemort" ao onomatopéico "Grawp" (ou "Grope", o meio irmão gigante de Hagrid), Rowling cria nomes que geralmente contém muitos significados.
Os livros também são, nas palavras de Stephen King, uma "perspicaz história de mistério". Cada livro é construído em um estilo de aventura misteriosa como as de Sherlock Holmes; os livros deixam um número de pistas escondidas na narrativa, enquanto os personagens perseguem suspeitos por locais exóticos, conduzindo a uma mudança repentina que muitas vezes reverte o que os personagens acreditavam. As histórias são contadas por um narrador em terceira pessoa com consciência limitada, com pouquíssimas exceções (o capítulo inicial de Harry Potter e a Pedra Filosofal e Harry Potter e o Cálice de Fogo, os dois primeiros de Harry Potter e o Enigma do Príncipe e o primeiro de Harry Potter e as Relíquias da Morte); o leitor descobre os segredos da história quando Harry o faz. Os pensamentos e planos de outros personagens, mesmo os centrais como Ron e Hermione, são mantidos escondidos até serem revelados à Harry.

## Histórico

### Origem

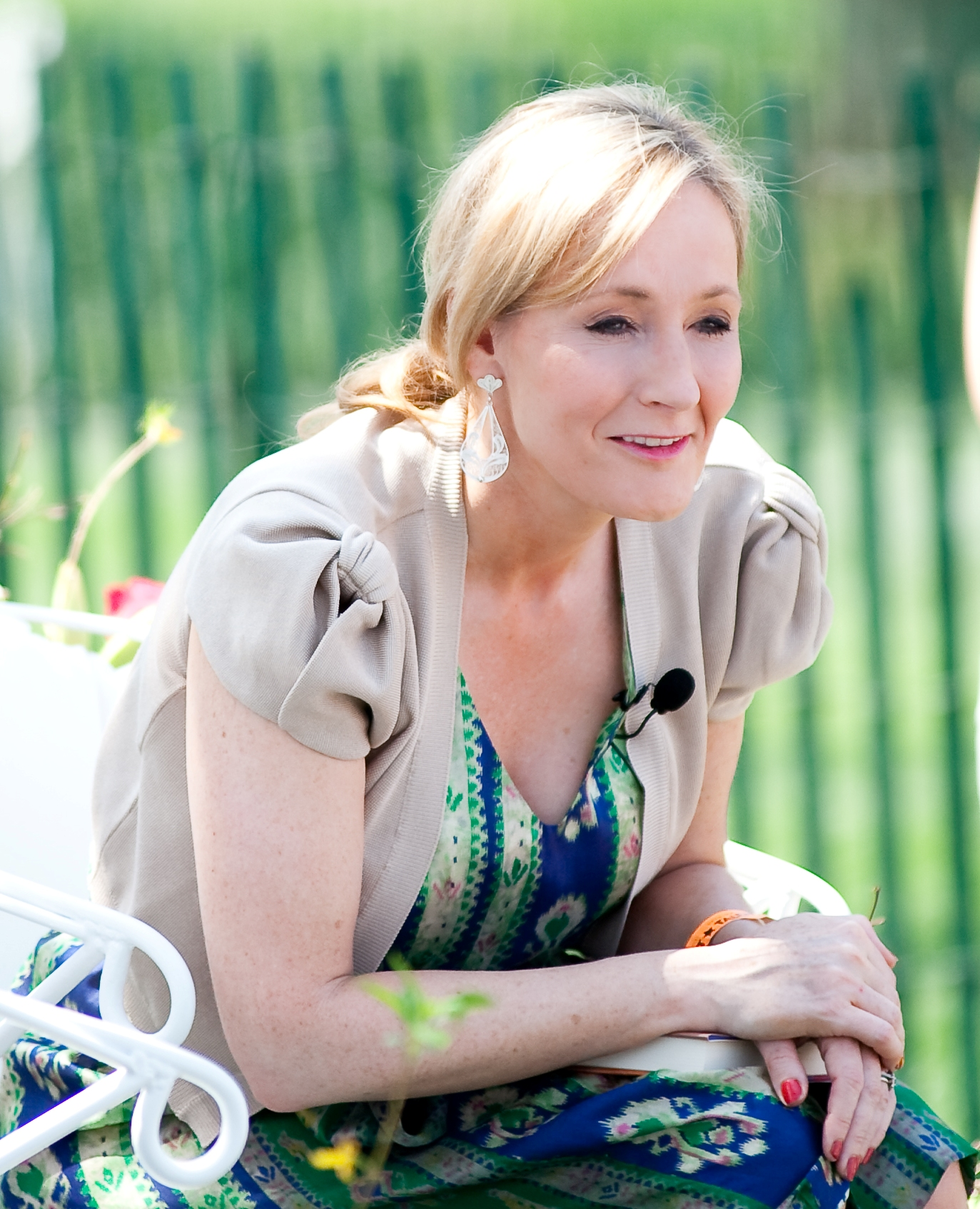
J. K. Rowling

Em 1990, J.K. Rowling estava em um trem indo de Manchester para Londres quando a ideia para Harry simplesmente "apareceu" em sua cabeça. Rowling conta sobre a experiência em seu website:
| “ | "Tenho escrito continuamente desde os seis anos de idade mas nunca estive tão excitada com uma ideia antes. [...] Eu simplesmente sentei e pensei, por quatro horas (trem atrasado), e todos os detalhes borbulharam em meu cérebro e este garoto de óculos e cabelos pretos que não sabia que era um bruxo tornou-se mais e mais real para mim. | ” |

Naquela noite, a autora começou a escrever seu primeiro romance, Harry Potter e a Pedra Filosofal, e um plano que incluía os enredos de cada uma dos sete livros, além de muita informação biográfica e histórica sobre seus personagens e universo.

Nos seis anos seguintes, que incluíram o nascimento de sua primeira filha, o divórcio de seu primeiro marido e uma mudança para Portugal, Rowling continuou a escrever Pedra Filosofal.

### Publicação

Logo usado pelas edições americana e brasileira até 2010

Quando finalmente terminou o volume, em 1996, ela enviou-o a um agente literário e, depois de oito editoras terem rejeitado o manuscrito, a Bloomsbury ofereceu a Rowling £ 3 mil adiantadas, e Pedra Filosofal foi publicado no ano seguinte.
Apesar de Rowling declarar que não tinha nenhuma faixa etária em particular quando começou a escrever os livros de Harry Potter, suas editoras inicialmente direcionaram-nos a crianças com idade entre nove e onze anos. Às vésperas da publicação, as editoras pediram a Joanne Rowling que adotasse uma pseudônimo mais neutro em relação ao gênero, temendo que os meninos não se interessassem por um livro escrito por uma mulher. Ela escolheu usar J. K. Rowling (Joanne Kathleen Rowling), omitindo seu primeiro nome e usando o de sua avó com segundo nome.

Após quase uma década da publicação do primeiro livro, Harry Potter alcançou muito sucesso em parte por causa de críticas positivas, estratégias de marketing de suas editoras, mas também pela propaganda boca-a-boca entre muitos leitores. As editoras de Rowling estiveram aptas a aumentar este fervor pelo lançamento rápido e sucessivo dos três primeiros livros, o que fez com que nem a excitação nem o interesse da audiência de Rowling caíssem.
A série também conquistou fãs adultos, fazendo com que, em muitos países, cada livro tivesse duas edições, assim como os audio-books, com texto ou áudio idênticos, mas com capas diferentes, uma delas direcionada a crianças e a outra, a adultos.

### Tradução

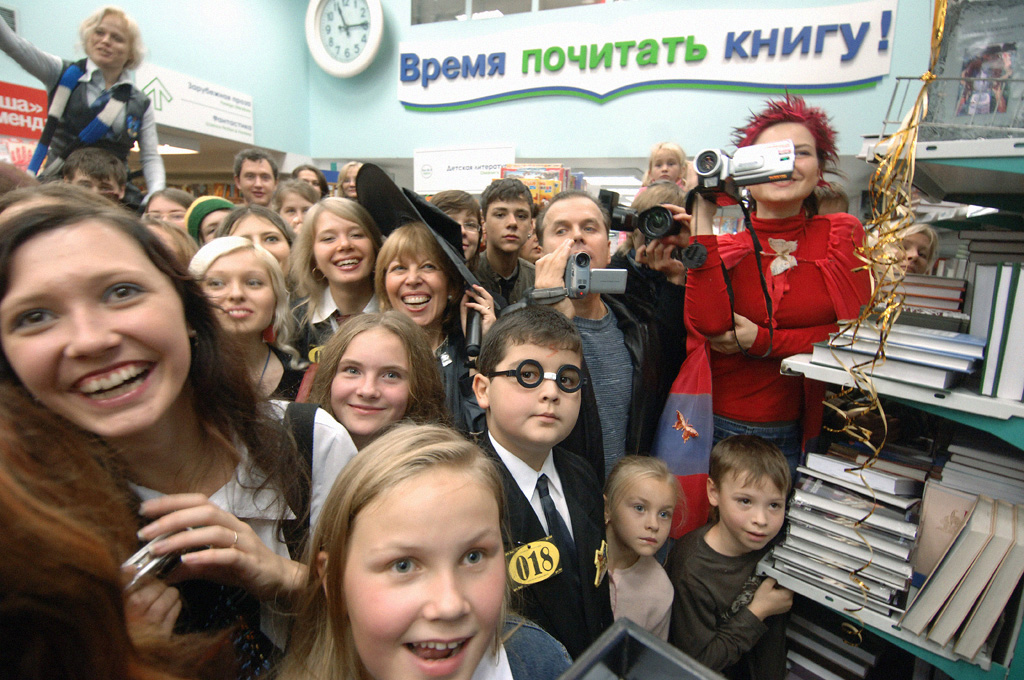
Edição russa de Harry Potter e as Relíquias da Morte à venda em Moscou em 2007

A série foi traduzida em 67 línguas, colocando Rowling entre os autores mais traduzidos na história. Os livros têm traduções para os mais diversos idiomas, como ucraniano, árabe, urdu, hindi, bengali, escocês, africâner, albanês, letão e vietnamita. O primeiro volume foi traduzido para o latim e o grego antigo, tornando-o o mais longo trabalho publicado em grego antigo desde os romances de Heliodoro de Emesa no século III dC.
Alguns dos tradutores contratados para trabalhar nos livros eram autores bem conhecidos antes de seu trabalho em Harry Potter, como Viktor Golyshev, que supervisionou a tradução russa do quinto livro da série. Por razões de sigilo, a tradução de um determinado livro da série só pode começar depois de ele ter sido lançado em inglês, o que levava a um atraso de vários meses antes das traduções estarem disponíveis. Isto levou que mais e mais cópias de edições em inglês fossem vendidas para fãs impacientes em países que não falam inglês; por exemplo, tal era o clamor para ler o quinto livro que a edição em Inglês tornou-se o primeiro livro anglófono no topo da lista de best-sellers na França.
As traduções de Portugal e do Brasil são distintas. Aqui deixa-se uma tabela de correspondência entre os principais nomes nas duas versões, para desfazer eventuais confusões. Na primeira coluna está o nome original em inglês, seguido da versão brasileira e, por fim, da portuguesa. De fato, a tradutora brasileira, Lia Wyler, criou vários termos para a tradução, como Quadribol, por exemplo, usado apenas no Brasil. Por conta disso foi muito elogiada pela própria Rowling, que inclusive auxiliou na escolha do título do sexto livro para o Brasil, Harry Potter e o Enigma do Príncipe, embora, traduções de nome próprios sejam desaconselhadas e até mesmo condenadas por muitos escritores, tradutores, linguistas e leitores. Um destaque que mostra bem como as traduções podem mudar radicalmente o nome do personagem, apesar de ter lógica, fica para o personagem Gui Weasley, cujo nome original é "Bill Weasley", aparentemente completamente diferente, mas como "Bill" é apelido para "William", e William em português é "Guilherme", o nome final "Gui Weasley" tem sentido.

### Conclusão
Em dezembro de 2005, Rowling afirmou em seu web site, "2006 será o ano em que eu vou escrever o livro final da série Harry Potter". O livro foi concluído em 11 de janeiro de 2007, no Balmoral Hotel, Edimburgo, Escócia, onde ela rabiscou uma mensagem na parte traseira de um busto de Hermes, dizendo: "J. K. Rowling terminou de escrever Harry Potter e as Relíquias da Morte neste quarto (552) em 11 de janeiro de 2007". A própria Rowling afirmou que o último capítulo do último livro (na verdade, o epílogo) foi concluído "em torno de 1990".

## Recepção

### Críticas literárias
Cedo em sua história, Harry Potter recebeu muitas críticas positivas, que ajudaram a aumentar rapidamente o número de leitores da série. Seguindo o lançamento de Ordem da Fênix em 2003, entretanto, os livros receberam fortes críticas de autores e acadêmicos reconhecidos. A crítica A. S. Byatt escreveu um editorial no jornal The New York Times onde dizia que a série era "Uma colcha de retalhos inteligente de ideias recolhidas de todo o tipos de literatura infantil [...], escrita para pessoas cuja imaginação está confinada aos desenhos animados da TV, e aos exagerados [...] mundos-espelho das novelas, reality shows e fofoca de celebridades". Byatt afirma que a aceitação pelos leitores desta "manipulação derivativa de ideias anteriores" nos adultos provem do desejo de regressar aos seus "próprios desejos e esperanças infantis" e nos jovens, "o poderoso apelo da fantasia de escape e engrandecimento, combinados com o facto das histórias serem agradáveis, engraçadas, e assustadoras o bastante". O resultado final seriam "estudos culturais, que se interessam tanto com o êxito e popularidade como com o mérito literário".
O crítico literário Harold Bloom também atacou o valor literário de Potter, dizendo que a "Mente de Rowling é tão governada por clichês e metáforas mortas que ela não tem estilo de escrita" Além disso, Bloom discorda com a noção comum de que Harry Potter foi algo bom para a literatura por encorajar as crianças a ler.

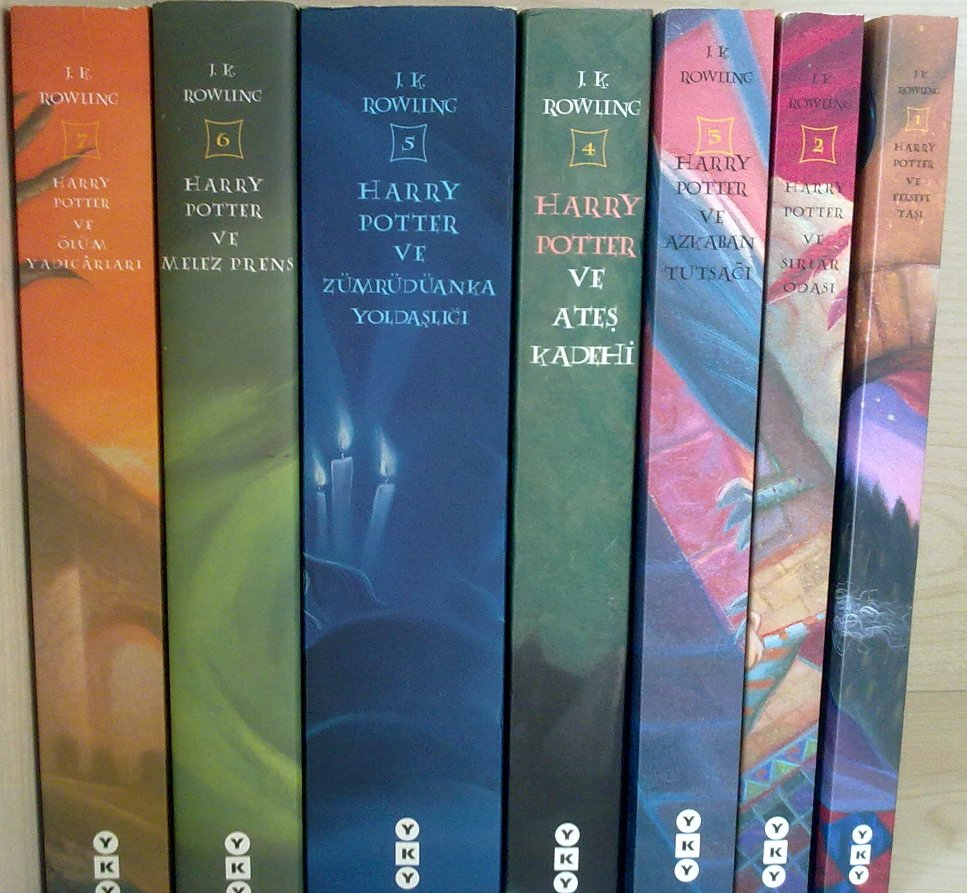
Todas as edições anglófonas de Harry Potter

Charles Taylor, da revista eletrônica Salon.com, rebate críticas como a de Byatt. Mesmo admitindo que Byatt pode ter "Uma opinião cultural válida — uma pequena opinião — sobre os impulsos que nos levam a reafirmar o lixo pop e nos afastam das incômodas complexidades da arte", ele rejeita sua afirmação que a série não apresenta méritos literários sérios, alcançando seu sucesso devido somente ao retorno à segurança da infância que ela oferece. Taylor enfatizou o progressivo tom negro dos livros, mostrado pelo assassinato de um colega e amigo próximo e resultando em feridas psicológicas e isolação social. Taylor também apontou que Harry Potter e a Pedra Filosofal, que muitos dizem ser o livro mais leve dos seis publicados, perturba a segurança da infância que, segundo Byatt, impulsiona o sucesso da série: o livro começa com um duplo assassinato, por exemplo. Taylor cita a "Cena devastadora na qual Harry encontra um espelho que revela o mais verdadeiro desejo do coração e, olhando para ele, vê a si próprio feliz e sorrindo com os pais que ele nunca conheceu, uma visão que dura somente enquanto ele olha para o espelho, e uma metáfora de o quão passageiros são os nossos momentos de verdadeira felicidade", então pergunta se "essa é a ideia de segurança de Byatt?". Taylor conclui que o sucesso de Rowling entre crianças e adultos é "porque J.K. Rowling é uma mestra da narrativa".
Stephen King concordou com Taylor chamando a série de "Um feito do qual somente uma imaginação superior é capaz", e declarando que o humor de Rowling é "memorável". Porém, ele escreveu que, apesar de a história ser boa, ele está "Um pouco cansado em descobrir que Harry vive na casa com seus horríveis tios", a introdução de cada um dos seis livros publicados até então. Ele prediz, ainda, que Harry Potter "Passará pelo teste de tempo e irá para uma prateleira onde somente os melhores são mantidos [...]. Essa é uma série não só para uma década, mas para eras".

### Impacto cultural

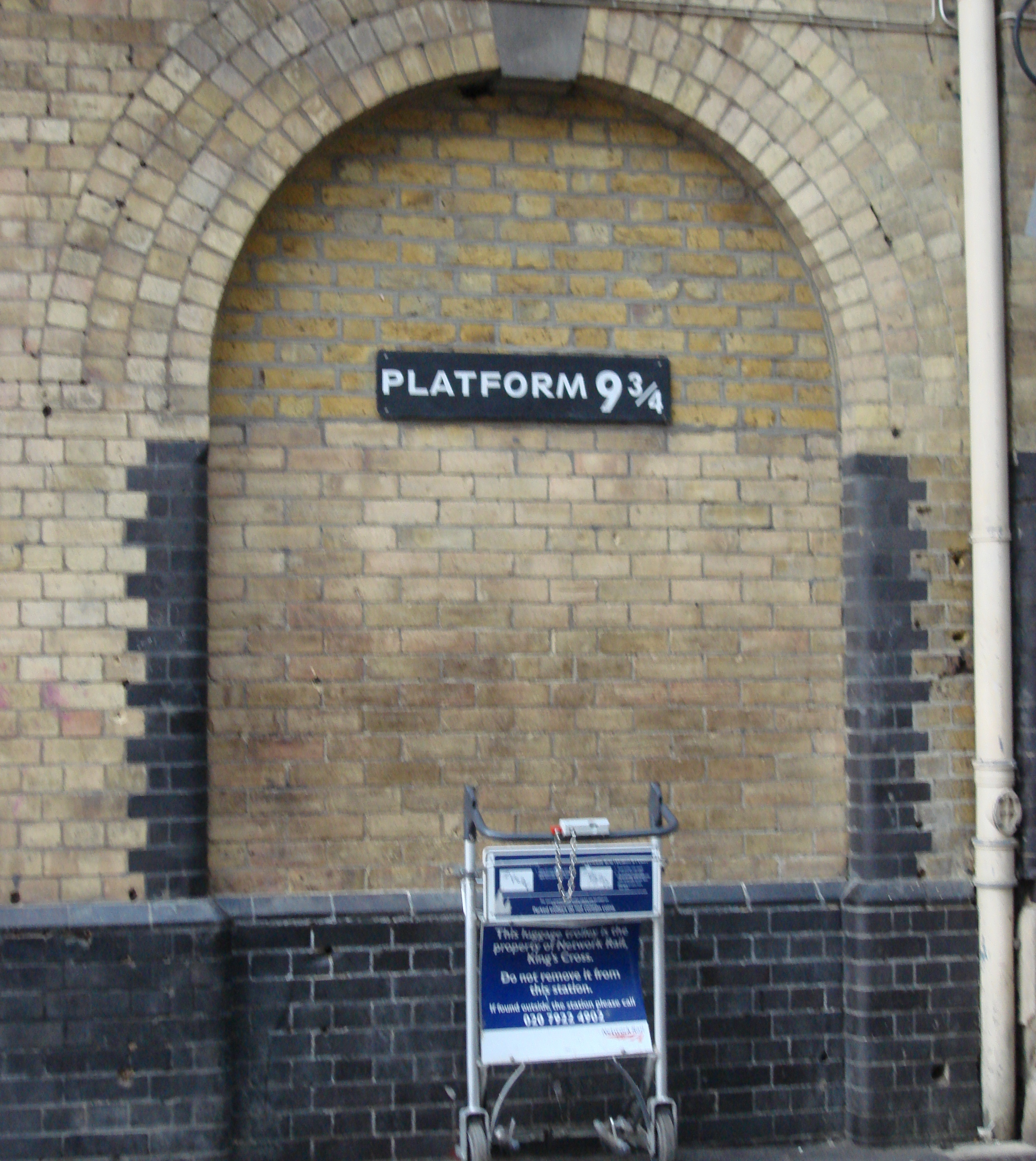
"Plataforma 9¾" na Estação King's Cross, em Londres

Desde a publicação de Harry Potter e a Pedra Filosofal, algumas tendências sociais vêm sendo atribuídas à série. Em 2005, médicos do Hospital John Radcliffe, em Oxford, relataram que uma pesquisa realizada nos finais de semana de 21 de Junho de 2003 e de 16 de Julho de 2005, as datas de lançamento dos dois livros mais recentes, descobriu que apenas 36 crianças necessitaram de assistência médica por acidentes, ao contrário de outros finais de semana pesquisados.
Evidências anedóticas como essa sugerem um aumento do hábito de ler entre crianças por causa de Harry Potter, que foram confirmadas em 2006 quando uma pesquisa do Kids and Family Reading Report (Relatório da leitura infantil e familiar) e da editora americana da série, Scholastic, revelou que 51% dos leitores de Harry Potter com idade entre 5 e 17 anos disseram que não liam livros por diversão antes de começarem a ler Harry Potter, e que agora o fazem. O estudo relatou ainda que, de acordo com 65% dos filhos e 76% dos pais, o desempenho escolar das as crianças melhorou desde que começaram a ler a série.
Os livros se tornaram importante ferramenta no estímulo à leitura, sendo usados em escolas e, inclusive, no ambiente familiar, para se discutir assuntos da atualidade ou da história mundial. Preconceito, censura e corrupção são alguns exemplos de temáticas que podem ser abordadas com as crianças a partir da série. O poder de aprendizagem por Harry Potter é tamanho que, em 2008, os livros passaram a fazer parte das salas de leitura de 4 200 escolas de 5ª a 8ª do Ensino Fundamental e de Ensino Médio do estado de São Paulo, a fim de despertar o interesse pela leitura dos jovens estudantes.

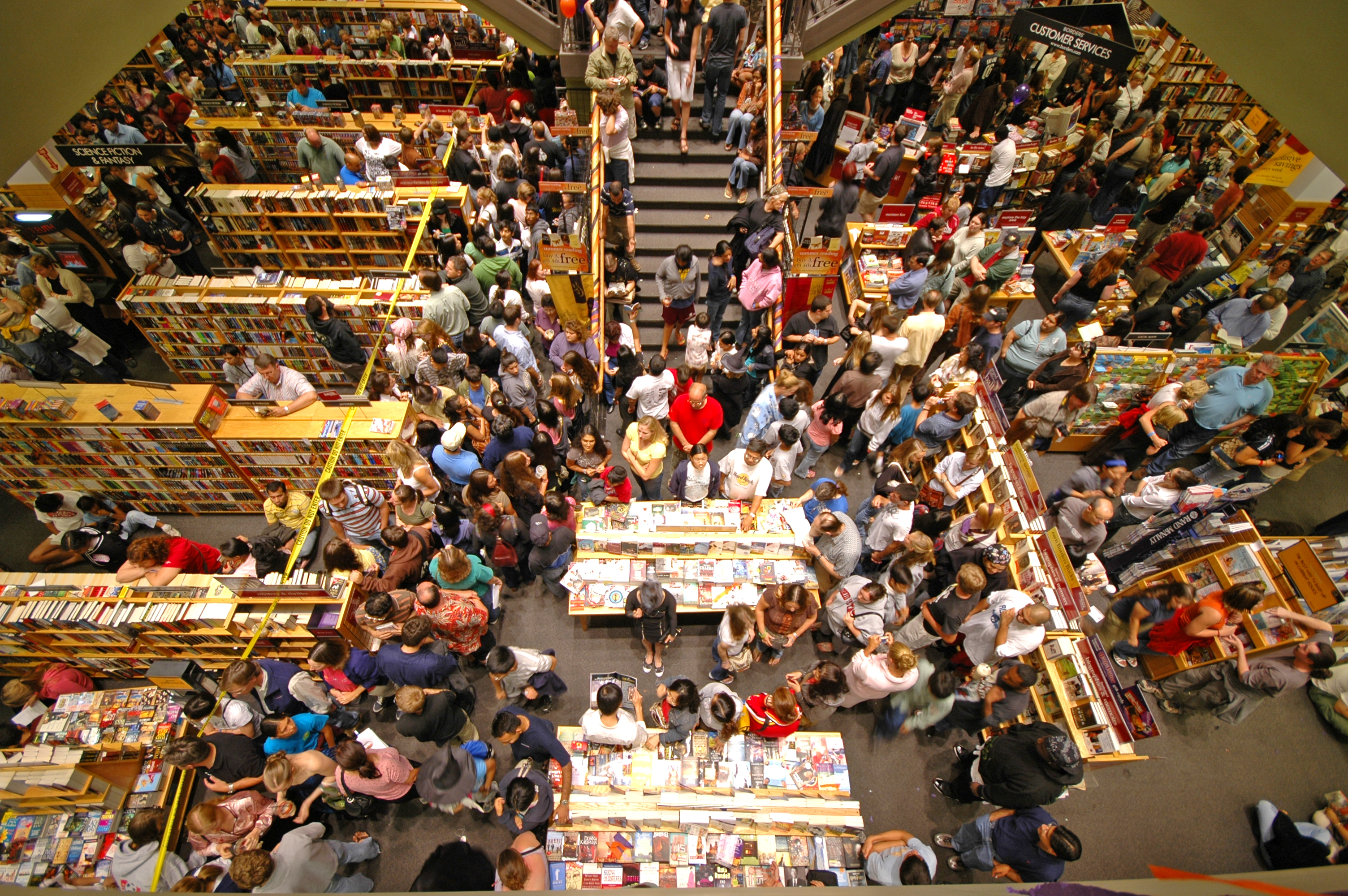
Uma multidão em uma livraria da Califórnia esperando pelo lançamento oficial de "Harry Potter e as Relíquias da Morte".

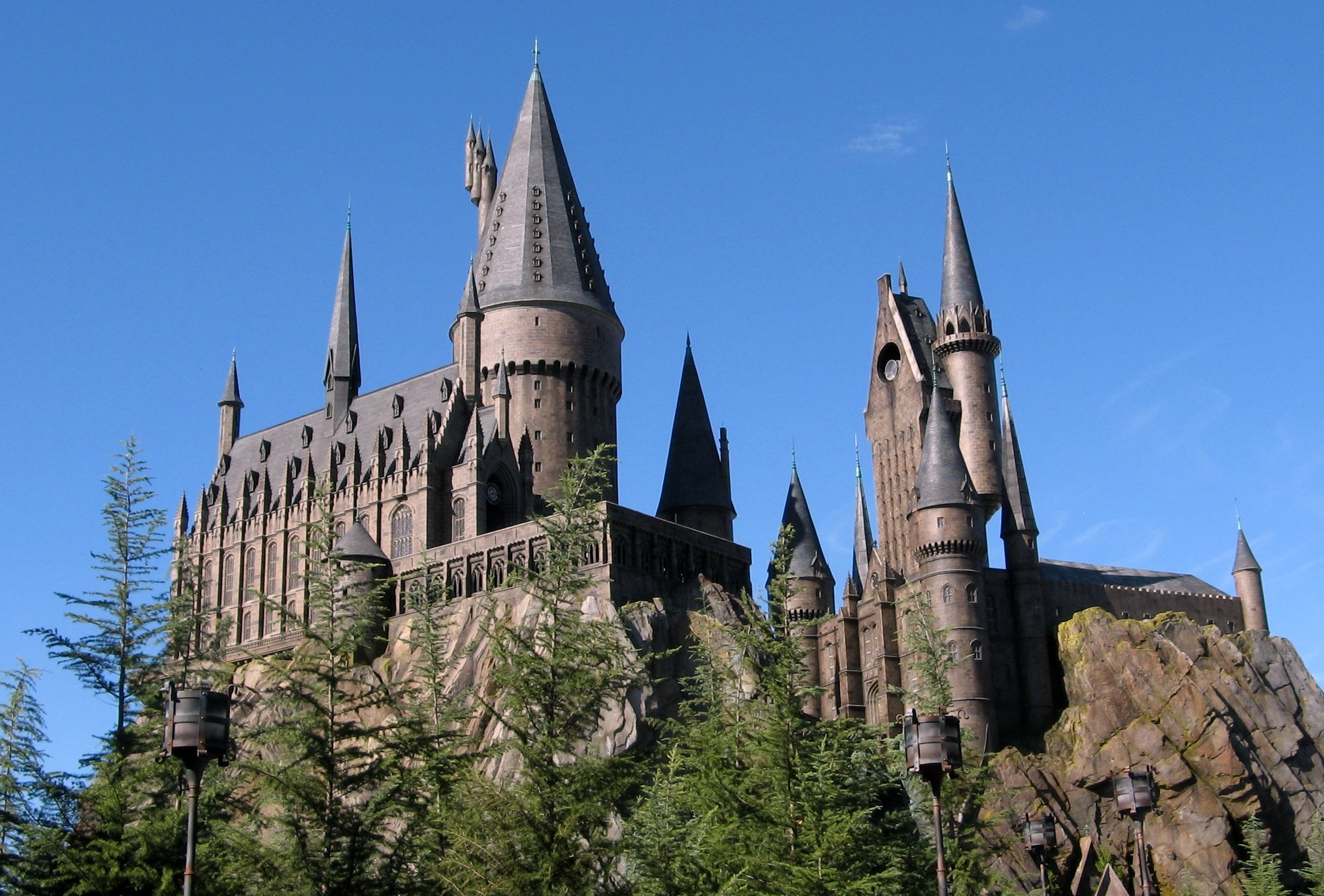
Modelo do Castelo de Hogwarts no parque temático The Wizarding World of Harry Potter, em Orlando, Flórida, Estados Unidos.

Também notável é o desenvolvimento de uma grande massa de seguidores. A ansiedade desse fãs pelo último lançamento da série fez com que livrarias em todo o mundo fizessem festas para coincidir com o lançamento à meia-noite dos livros, começando em 2000 com a publicação de Harry Potter e o Cálice de Fogo. Esses eventos, geralmente incluindo jogos, pintura facial, concurso de fantasias, etc., alcançaram grande popularidade entre os fãs de Potter e foram muito bem sucedidos ao atrair fãs e vender quase 9 milhões dos 10,8 milhões de livros da tiragem inicial de Harry Potter e o Enigma do Príncipe nas primeiras 24 horas após o lançamento.
Outro impacto mais penetrante é a introdução da palavra "muggle" (trouxa) na língua inglesa. A palavra expandiu seu significado fora do contexto original, e foi aceita no Dicionário de Inglês Oxford como "uma pessoa que carece de um conhecimento ou conhecimentos em particular, ou que é considerada inferior de alguma forma".

### Prêmios e honrarias
A série Harry Potter tem recebido vários prêmios desde a publicação inicial de A Pedra Filosofal incluindo quatro Whitaker Platinum Book Awards (todos os quais foram concedidos em 2001), três Nestlé Smarties Book Prizes (1997–1999), dois Scottish Arts Council Book Awards (1999 e 2001), entre outros. Em 2000, Harry Potter e o Prisioneiro de Azkaban foi indicado para o Prêmio Hugo de Melhor Romance e, em 2001, Harry Potter e o Cálice de Fogo venceu. Honrarias incluem um elogio para a Medalha Carnegie (1997), o Children's Fiction Prize do The Guardian (1998), e inúmeras listas de melhores livros da American Library Association, The New York Times, Chicago Public Library e Publishers Weekly.
Um estudo de 2004 descobriu que livros da série eram comumente lidos em voz alta em escolas de ensino fundamental do Condado de São Diego na Califórnia, Estados Unidos. Com base em uma pesquisa on-line de 2007, a Associação Nacional de Educação dos Estados Unidos listou a série em sua lista de "100 Melhores Livros para Crianças". Três dos livros (Pedra Filosofal, Prisioneiro de Azkaban e Cálice de Fogo) estavam entre os melhores livros de todos os tempos em uma pesquisa 2012 do School Library Journal.

### Controvérsias
Os livros têm sido alvo de uma série de processos judiciais, decorrentes de reivindicações de grupos cristãos estadunidenses que alegavam que a magia nos livros promove a Wicca e a bruxaria entre as crianças, ou por conta de vários conflitos sobre violações de direitos autorais e marcas registradas. O valor de mercado e a elevada popularidade da série levaram Rowling, seus editores e distribuidora de filmes Warner Bros a tomar medidas legais para proteger seus direitos autorais, que incluíram a proibição da venda de imitações de Harry Potter, tendo como alvo os proprietários de sites com o domínio "Harry Potter" e processou o autor Nancy Stouffer por suas acusações de que Rowling teria plagiado seu trabalho. Vários religiosos conservadores afirmaram que os livros promovem bruxaria e religiões como o Wicca e são, portanto, inadequado para crianças, enquanto críticos têm apontado que para a série promove diversas agendas políticas.
Os livros também despertaram controvérsias no mundo literário. Em 1997 a 1998, Harry Potter e a Pedra Filosofal ganhou quase todos os prêmios do Reino Unido julgados por crianças, mas nenhum dos prêmios livro infantil julgado por adultos; a acadêmica Sandra Beckett sugeriu que o motivo disto era o esnobismo intelectual com livros que eram populares entre crianças. Em 1999, o Costa Book Awards introduziu o livro pela primeira vez na sua lista para o prêmio principal e um juiz ameaçou pedir demissão se Harry Potter e o Prisioneiro de Azkaban fosse declarado o vencedor; ele terminou em segundo lugar, muito perto do vencedor do prêmio de poesia, tradução de Seamus Heaney do épico anglo-saxão Beowulf.
Em 2000, pouco antes da publicação de Harry Potter e o Cálice de Fogo, os três livros anteriores da série superaram a lista de best-sellers de ficção do The New York Times e um terço das obras listadas eram de livros infantis. O jornal criou uma nova seção infantil cobrindo livros infantis, incluindo ficção e não-ficção, e, inicialmente, considerou apenas as vendas de capa dura. O movimento foi apoiado por editores e livreiros. Em 2004, o New York Times dividiu ainda mais a lista infantil, que ainda era dominada por livros de Harry Potter em seções para séries e livros individuais, e removeu os livros da série da seção para livros individuais. A divisão em 2000 atraiu condenação, louvor e alguns comentários que apresentaram ambos os benefícios e desvantagens de movimento. O Times sugeriu que, no mesmo princípio, a Billboard deveria então ter criado uma lista separada de "mop-tops" em 1964, quando os Beatles estavam nos cinco primeiros lugares da sua lista, e a Nielsen deveria ter criado uma lista de game-shows separada quando Quem Quer Ser um Milionário? dominou as avaliações.

## Adaptações
A enorme popularidade da série Harry Potter traduziu-se em um substancial sucesso financeiro para Rowling, suas editoras e outros proprietários de licenças relacionadas a Harry Potter. Os livros venderam mais de 450 milhões de cópias no mundo todo e também deram origem a adaptações cinematográficas muito populares, produzidas pela Warner Bros, sendo a primeira, Harry Potter e a Pedra Filosofal, na décima-quarta posição no ranking de filmes de maior bilheteria de todos os tempos, e Harry Potter e as Relíquias da Morte — Parte 2 em quarto neste mesmo ranking, com os outros seis filmes entre os 40 primeiros lugares.
Os livros foram transformados em cinco vídeo games e, incluindo os jogos e filmes, deram origem a mais de 400 produtos adicionais de Harry Potter (incluindo um iPod), que fizeram, em Julho de 2005, a marca Harry Potter ser estimada em 4 bilhões de dólares e J. K. Rowling uma bilionária em termos de dólares americanos, tornando-a, segundo alguns, mais rica que a Rainha Elizabeth II.

### Cinema

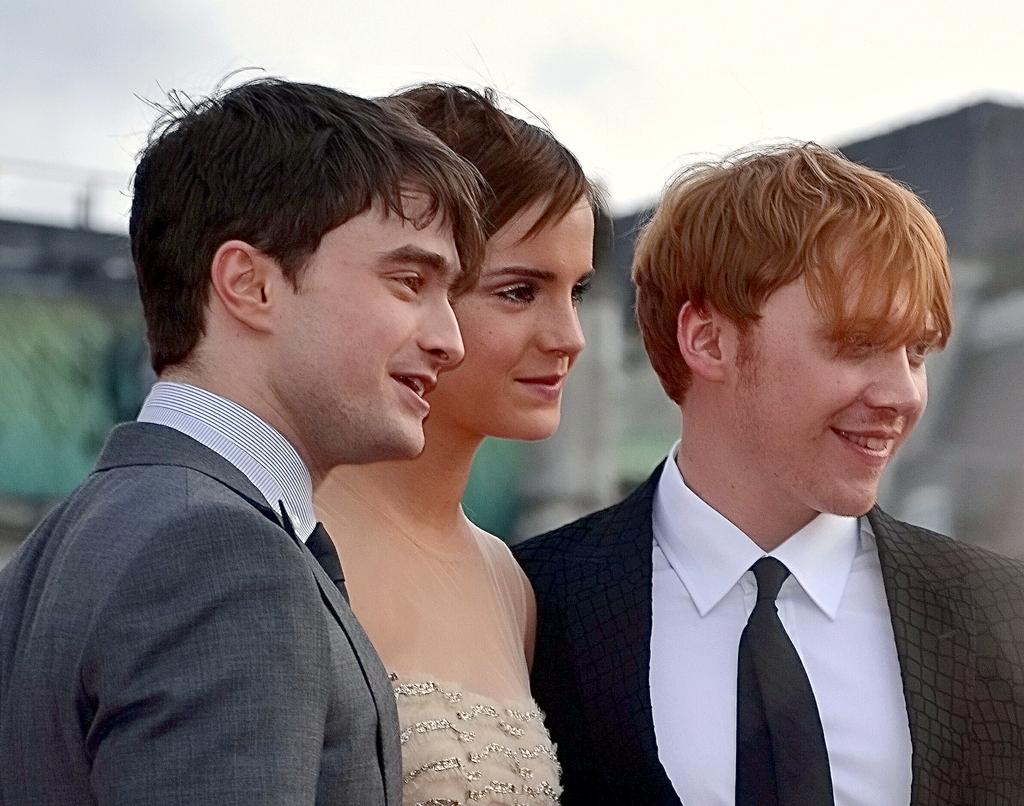
Daniel Radcliffe, Emma Watson e Rupert Grint na premiere de Harry Potter and the Deathly Hallows: Part 2

Em 1999, Rowling vendeu os direitos de filmagem do primeiro livro de Harry Potter para a Warner Bros. por cerca de 1 milhão de libras esterlinas. A maior exigência de Rowling foi que o elenco principal permanecesse estritamente britânico. Embora Steven Spielberg estivesse inicialmente nas negociações para dirigir o primeiro filme, ele se recusou. Ele queria o filme como uma animação, com Haley Joel Osment para a voz de Harry Potter. Por algum tempo, especulou-se que isto foi devido a um difícil relacionamento com Rowling e ao desgosto de Spielberg em relação a um elenco totalmente britânico. Contudo, Spielberg afirmou que, em sua opinião, seria "simples como retirar um bilhão de dólares e colocá-lo em um banco pessoal de contas. Não existe desafio".
Na seção Rubbish Bin (lata de lixo) de seu website, Rowling mantém que ela não tinha papel na escolha de Spielberg dizendo: "Alguém que ache que eu poderia (ou deveria) tê-lo vetado, precisa de uma revisão na sua Pena de Repetição Rápida".
No fim, Chris Columbus dirigiu os primeiros dois filmes, Harry Potter e a Pedra Filosofal e Harry Potter e a Câmara Secreta, Alfonso Cuarón, o terceiro (Harry Potter e o Prisioneiro de Azkaban), e Mike Newell, o quarto (Harry Potter e o Cálice de fogo). O quinto, Harry Potter e a Ordem da Fênix, foi filmado e finalizado pelo diretor David Yates.

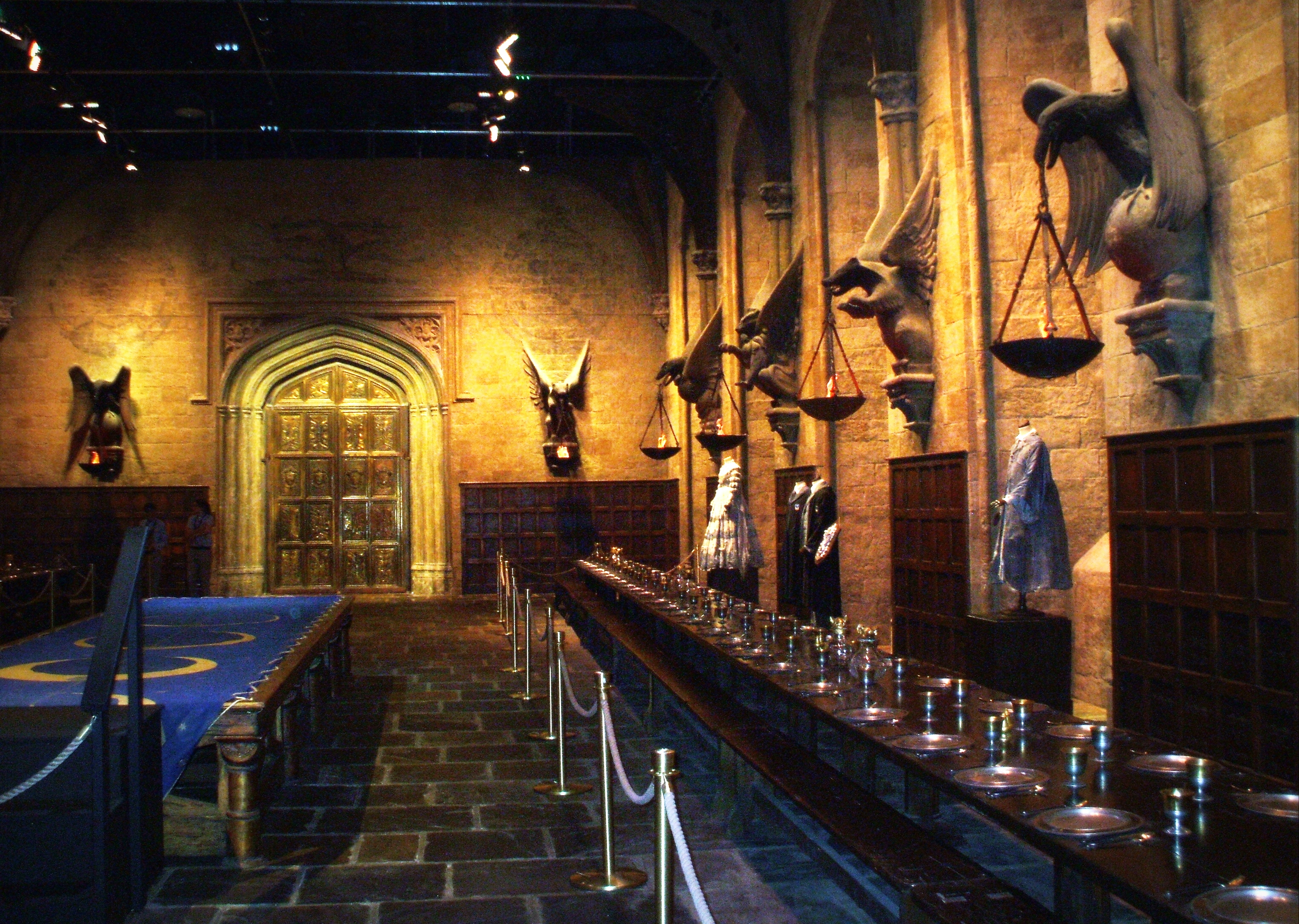
Set de filmagem do Grande Salão de Hogwarts, nos estúdios da Warner Bros em Londres

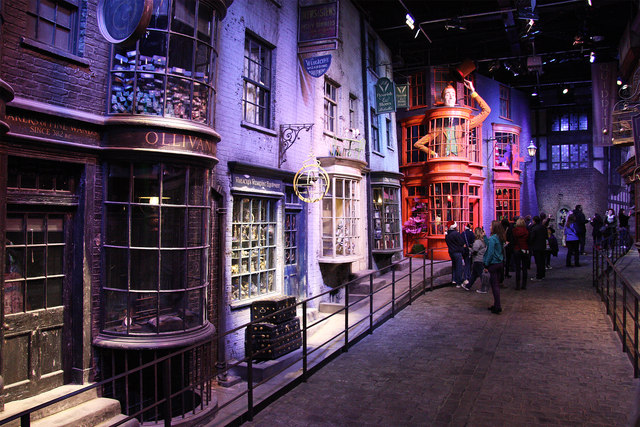
Beco Diagonal nos estúdios da Warner Bros

A primeira escolha de Rowling para diretor foi Terry Gilliam, mas o envolvimento de Columbus como roteirista no filme de 1985 Young Sherlock Holmes (O Enigma da Pirâmide) encorajou a Warner Bros. a selecioná-lo. Reminiscente da série Harry Potter, Young Sherlock Holmes inclui três protagonistas que têm a uma forte semelhança com Harry, Ron e Hermione da descrição de Rowling. Eles investigaram um mistério sobrenatural nos limites de um colégio interno gótico. Cenas do filme foram usadas na seleção do elenco do primeiro filme de Harry Potter.
Em 2000, os atores virtualmente desconhecidos Daniel Radcliffe, Emma Watson, e Rupert Grint foram selecionados em milhares de audições para interpretar os papéis de Harry Potter, Hermione Granger, e Ron Weasley, respectivamente. Eles retornaram aos seus papéis no quinto filme.
Outros notáveis personagens retratados no mundo de Harry Potter incluem Robbie Coltrane como Hagrid, Alan Rickman como Severus Snape, Tom Felton como Draco Malfoy, Maggie Smith como Minerva McGonagall, Richard Harris e Michael Gambon como Albus Dumbledore (Gambon assumiu o papel a partir do terceiro filme depois da morte de Harris em 2002). Cada um interpretou seu personagem para "Ordem da Fênix" em companhia de Jason Isaacs como Lucius Malfoy, Gary Oldman como Sirius Black, e Ralph Fiennes como Lord Voldemort.
Os quatro primeiros filmes foram roteirizados por Steve Kloves, com a assistência direta de Rowling, apesar de ela ter dado muitas liberdades ao roteirista.
No quinto filme o enredo foi escrito por Michael Goldenberg, mas Steve Kloves voltou para o sexto filme.
Assim, o enredo e o tom de cada filme e seu livro correspondente são virtualmente os mesmos com algumas mudanças e omissões pelo propósito do estilo cinematográfico e tempo restrito. Apesar dessas mudanças, Rowling afirma que as adaptações de Kloves são "fiéis aos livros".
O quinto filme Harry Potter, A Ordem da Fênix foi lançado no dia 11 de Julho de 2007, o sexto, O Enigma do Príncipe, estreou 15 de julho de 2009, e o sétimo, "As Relíquias da Morte — Parte I" foi lançado no dia 19 de novembro de 2010, que arrecadou 125,1 milhões de dólares apenas em seu primeiro fim de semana nos Estados Unidos e 330,1 milhões de dólares ao redor do mundo.

#### Conclusão

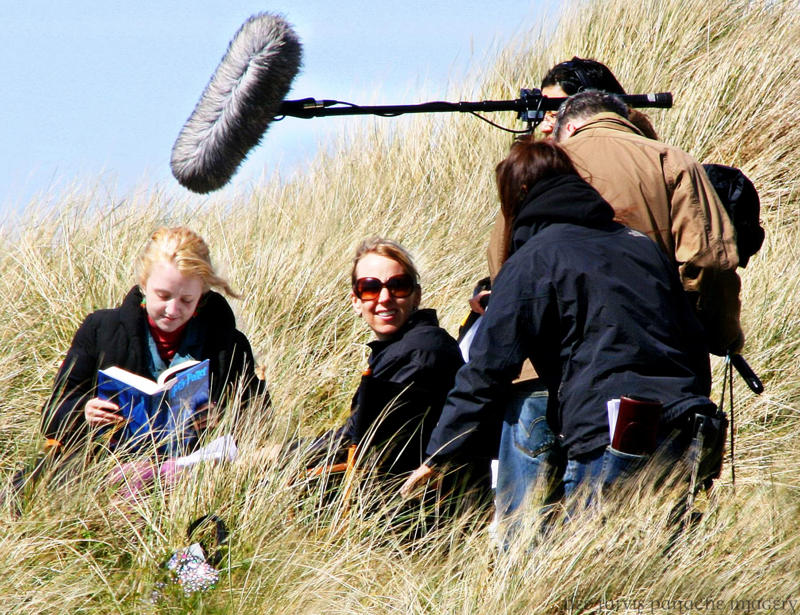
Evanna Lynch lendo durante as filmagens de Harry Potter and the Deathly Hallows em Pembrokeshire, maio de 2009.

As versões para cinema de Harry Potter encerraram-se com o livro Harry Potter e as Relíquias da Morte, que foi dividido em dois filmes de mais de 2 horas de duração cada um. O segundo, Harry Potter e as Relíquias da Morte — Parte II, foi lançado no dia 15 de julho de 2011, tornando-se a maior bilheteria da série e a 3ª maior bilheteria da história do cinema.
Em Junho de 2006, Rowling, anunciou no talk show britânico Richard & Judy que o capítulo fora modificado, e que um personagem "teve uma segunda chance" e dois outros que anteriormente sobreviveriam foram, afinal, mortos. Ela também disse que podia ver a lógica em "matar" Harry para evitar que outros escritores escrevessem sobre a vida dele após Hogwarts.
Quanto a existência de outros livros de Harry Potter além do sétimo, Rowling disse que iria escrever mais um livro, mas que ela não continuará a vida de Harry e seus amigos. O próximo livro seria uma espécie de enciclopédia sobre o mundo dos bruxos, contendo ideias e fragmentos de informação que não foram relevantes o suficiente para entrar na trama dos livros um epílogo, ou um livro com outro protagonista no papel central, pois a autora acredita que já contou a história de Harry Potter. Ela também disse que não irá escrever qualquer tipo de prequela para seus livros, já que, com o sétimo livro, toda a história anterior necessária já foi revelada. Apesar disso, em uma entrevista concedida ao programa Oprah, a autora revela que, apesar de não ter intenção de continuar com novas histórias de Harry, não dirá que "nunca" escreverá uma nova sequência.
Os filmes de Harry Potter se tornaram a maior franquia cinematográfica da história. Arrecadando em bilheterias aproximadamente 7,7 bilhões de dólares; deixando em segundo lugar, os 22 filmes do agente James Bond que arrecadaram cerca 5 bilhões de dólares. Em terceiro lugar, ficou a famosa série Star Wars, com arrecadação de cerca de 4,5 bilhões de dólares.

### Jogos
Há onze jogos eletrônicos de Harry Potter, oito dos quais correspondem aos filmes e livros e outros três spin-offs. Os jogos baseado nos filmes/livros são produzidos pela Electronic Arts, como era Harry Potter: Quidditch World Cup, com a versão do jogo da primeira entrada na série, Harry Potter and the Philosopher's Stone, lançado em novembro de 2001 e que se tornou um dos melhores jogos de PlayStation de todos os tempos. Os jogos eram liberados para coincidir com os filmes, contendo paisagens e detalhes dos filmes, bem como o tom e o espírito dos livros. Os objetivos geralmente ocorrem em torno Hogwarts, juntamente com várias outras áreas mágicas. A história e o design dos jogos segue a caracterização da série de filmes; a EA trabalhou em estreita colaboração com a Warner Bros para incluir as cenas dos filmes. O último jogo da série, Deathly Hallows, foi dividido entre a Parte 1, lançada em novembro de 2010, e a Parte 2, que estreou em consoles em julho de 2011. Os outros jogos spin-offs, Lego Harry Potter: Years 1–4 e Lego Harry Potter: Years 5–7 são desenvolvidos pela Traveller's Tales e publicados pela Warner Bros Interactive Entertainment. Em 25 de Abril de 2018 a desenvolvedora Jam City lançou o jogo Harry Potter: Hogwarts Mystery para dispositivos Android e iOS, trazendo uma novo proposta para o universo de jogos de Harry Potter, com uma mecânica Point and Click e uma história original que acompanha um jovem bruxo criado por você.

### Audiolivros
Todos os sete livros de Harry Potter foram lançados em versões de audiolivros integrais, com Stephen Fry lendo para os ouvintes no Reino Unido e Jim Dale expressando a série para as edições dos Estados Unidos.

### Teatro
Em 20 de dezembro de 2013, J. K. Rowling anunciou que estava trabalhando em uma peça de teatro baseada em Harry Potter para a qual ela seria uma das produtoras. Em seu depoimento, a autora disse que a peça vai "explorar a história anterior dos primeiros anos de Harry como um órfão". Os produtores teatrais britânicos Sonia Friedman e Colin Callender seriam os coprodutores.
Em 26 de junho de 2015, no aniversário da estreia do primeiro livro, Rowling revelou via Twitter que a peça de teatro de Harry Potter seria chamada Harry Potter and the Cursed Child. A produção abriu no verão de 2016 no Palace Theatre, em Londres.